# Морі Терумото
Морі Терумото (яп. 毛利 輝元, 22 січня 1553  —2 червня 1625) — даймьо і 19-й голова клану Морі у 1563—1600 роках, 1-й тодзама Тьосю-хана у 1600—1623 роках.

## Життєпис

### Під опікою діда
Походив з самурайського роду Морі. Син даймьо Морі Такамото. Народився 1553 року. Здобув освіту під орудою діда Морі Мотонарі. 1563 року після смерті батька, ймовірно від отруєння, стає новим головою клану Морі. Проте фактична влада належала дідові Мотонарі. Того ж року разом з останнім виступив на чолі війська проти роду Амаґо. У 1565 року захоплено замок Ґассан-Тода, головну резиденцію Амаґо, а провінцію Тюґоку приєднано до володінь Морі.

### Війни з Ода Нобунага
У 1571 році в розпал боротьби з родом Отомо в провінції Суо помирає Морі Мотонарі. Лише тепер Морі Терумото зосередив усю владу в своїх руках. Він продовжив боротьбу проти Отомо. Разом з тим стикнувся з амбіціями Ода Нобунага, що значно збільшив свої володіння. Терумото підтримав монастир Ісіяма Хонґандзі (належав до буддистської секто Ікко-ікки).
1573 року надав притулок поваленому сьогуну Асікаґа Йосіакі. В подальшому відкрито виступив проти роду Ода. У 1576 року долучився до коаліції у складі родів Уесугі, Такеда, монастиря Хоген, спрямованого проти Ода Нобунаги. Того ж року завдав поразки Ода Нобунага у Першій морській битві біля Кідзуґавагуті. У 1577—1578 роках зазнав низки поразок від військ Ода, зокрема у Другій морській битві біля Кідзуґавагуті. Внаслідок цього монастир Ісіяма Хонґандзі. У 1579 році на бік супротивника перейшов давній васал роду Морі — рід Укіта. У 1580 року скориставшись занепадом роду Ямана внаслідок поразок від Хідейосі, військовика Нобанаги, Морі Терумото захопив землі навколо замку Тотторі. Але у 1581 року його було втрачено. Ще у 1580 року розпалася коаліція суперників Ода.
У 1582 році війська роду Ода на чолі із Хідейосі атакували володіння Терумото. В союзі з частиною роду Сімідзу виступив проти суперника. Але у битві за замок Такамацу війська Морі зазнали поразки. Ситуацію врятувала раптова загибель Ода Нобунага внаслідок змови Акеті Міцухіде.

### Васал Тойотомі
У 1583 році проти Морі Терумото виступив Тойотомі Хідейосі, який фактично обійняв місце Ода Нобунаги. У битві біля Сідзугатаке (провінція Омі) війська Морі Терумото зазнали важкої поразки. В результаті вимушений був визнати зверхність Тойтомі. У 1587 року Морі Терумото долучився до військової кампанії Тойтомі Хідейосі проти клану Сімадзу, що володів о. Кюсю.
З цього часу зберігав вірність Тойтомі. 1591 року заснував замок Хіросіма. Брав участь у війні проти Кореї у 1592—1593 роках, очоливши одну з армій. У 1597—1597 роках в другій корейській кампанії брали участь лише окремі загони клану Морі.
У 1598 році Морі Терумото увійшов до складу ради п'яти старійшин («ґотайро»), створений для управління державою до повноліття Тойотомі Хідейорі, малолітнього сина і наступника Хідейосі.

### Поразка від Токугава
На початок протистояння ґотайро з Токуґава Іеясу розпочав підготовку до війни. Його володіння дозволяли виставити до 40 тис. самураїв (мав володіння у 1,2 млн коку рису). У 1600 року рушив проти Іеясу, але не брав участі у битві при Секіґахарі. В цей час Терумото перебував в замку Осаки, де захищав Тойотомі Хідейорі.
Після поразки західної коаліції Токуґава Іеясу зменшив володіння Морі з 9 провінцій до 2 (Наґато і Суо) з доходом у 369 тис. коку рису. На їх основі сформувався Тьосю-хан. Водночас втратив владу над Хіросіма-хан, який передано Фукусіма Масанорі. У 1623 році зрікся від влади даймьо Тьосю-ханом на користь старшого сина Морі Хіденарі.
Помер у 1625 році.